# Powiat Oki
Powiat Oki (jap. 隠岐郡 Oki-gun) – powiat w Japonii, w prefekturze Shimane. W 2024 roku liczył 18 476 mieszkańców.

## Miejscowości
- Ama
- Chibu
- Nishinoshima
- Okinoshima